# Waldemar Kmentt
 (décembre 2023).
La mise en forme du texte ne suit pas les recommandations de Wikipédia : il faut le « wikifier ».
Les points d'amélioration suivants sont les cas les plus fréquents. Le détail des points à revoir est peut-être précisé sur la page de discussion.
- Les titres sont pré-formatés par le logiciel. Ils ne sont ni en capitales, ni en gras.
- Le texte ne doit pas être écrit en capitales (les noms de famille non plus), ni en gras, ni en italique, ni en « petit »…
- Le gras n'est utilisé que pour surligner le titre de l'article dans l'introduction, une seule fois.
- L'italique est rarement utilisé : mots en langue étrangère, titres d'œuvres, noms de bateaux, etc.
- Les citations ne sont pas en italique mais en corps de texte normal. Elles sont entourées par des guillemets français : « et ».
- Les listes à puces sont à éviter, des paragraphes rédigés étant largement préférés. Les tableaux sont à réserver à la présentation de données structurées (résultats, etc.).
- Les appels de note de bas de page (petits chiffres en exposant, introduits par l'outil «  Source ») sont à placer entre la fin de phrase et le point final[comme ça].
- Les liens internes (vers d'autres articles de Wikipédia) sont à choisir avec parcimonie. Créez des liens vers des articles approfondissant le sujet. Les termes génériques sans rapport avec le sujet sont à éviter, ainsi que les répétitions de liens vers un même terme.
- Les liens externes sont à placer uniquement dans une section « Liens externes », à la fin de l'article. Ces liens sont à choisir avec parcimonie suivant les règles définies. Si un lien sert de source à l'article, son insertion dans le texte est à faire par les notes de bas de page.
- La présentation des références doit suivre les conventions bibliographiques. Il est recommandé d'utiliser les modèles {{Ouvrage}}, {{Chapitre}}, {{Article}}, {{Lien web}} et/ou {{Bibliographie}}. Le mode d'édition visuel peut mettre en forme automatiquement les références.
- Insérer une infobox (cadre d'informations à droite) n'est pas obligatoire pour parachever la mise en page.

Pour une aide détaillée, merci de consulter Aide:Wikification.
Si vous pensez que ces points ont été résolus, vous pouvez retirer ce bandeau et améliorer la mise en forme d'un autre article.
Waldemar Kmentt (Vienne, 2 février 1929 - Vienne, 21 janvier 2015) est un ténor d'opéra autrichien, particulièrement associé au répertoire allemand, tant à l'opéra qu'à l'opérette.

## Biographie et carrière
Né à Vienne, Kmentt a étudié à l'Académie de musique de cette ville, d'abord le piano, puis le chant avec Adolf Vogel, Elisabeth Radó et Hans Duhan. En 1950, il chante la partie ténor solo de la Neuvième Symphonie de Beethoven sous la direction de Karl Böhm. Ses débuts professionnels à l'opéra ont eu lieu en 1951 à l'Opéra national de Vienne, dans le rôle du Prince dans L'Amour des trois oranges. Il se produit régulièrement sur cette scène pendant les trente-cinq années suivantes, dans un total de 1 480 représentations, et la compagnie lui décerne le titre de membre honoraire en 1982. Ses débuts au Festival de Salzbourg eurent lieu en 1955 dans Palestrina de Hans Pfitzner, dans le rôle de Dandini. D'autres rôles au Festival de Salzbourg incluent notamment des partitions de Mozart (Belmonte, Don Ottavio, Ferrando, Tamino et Idamante et Idomeneo).
À partir de 1956, il se produit hors de son pays natal, à Milan, Rome, Paris, Amsterdam, Bruxelles, au Teatro Colón de Buenos Aires, Berlin et Munich (Idomeneo, Jenůfa, Die Frau ohne Schatten et Les Contes d'Hoffmann). Il fait ses débuts en 1968 au Festival de Bayreuth, dans le rôle de Walther von Stolzing dans Die Meistersinger von Nürnberg de Wagner. Il se produit également régulièrement au Volksoper de Vienne dans des opérettes, notamment Die Fledermaus.
D'autres rôles notables incluent Jacquino, Erik, Bacchus, L'Empereur. Il chante également quelques rôles dans des opéras italiens comme Rodolfo, des Grieux, Ruggero. En 1960, il crée Gabriel dans Le Mystère de la Nativité de Frank Martin. Kmentt a continué à chanter jusqu'à la soixantaine passée, dans des rôles de caractère tels que Triquet dans Eugène Onéguine, l'Aubergiste dans Der Rosenkavalier et Altoum dans Turandot, tout en enseignant à l'Académie de musique de Vienne. Sa dernière représentation à l'Opéra national de Vienne a eu lieu le 25 novembre 2005 dans le rôle du Haushofmeister dans Ariadne auf Naxos.
Kmentt apparaît sur des enregistrements tels que la neuvième symphonie de Beethoven dirigée par Herbert von Karajan (1963), les enregistrements de Georg Solti pour Decca/London Records dans Arabella (1957, rôle d'Elemer), Das Rheingold (1958) dans le rôle de Froh, Tristan et Isolde (1960) dans le rôle du jeune marin et Salomé (1961) dans le rôle de Narraboth. Il a également enregistré Narraboth sous la direction de Rudolf Moralt en 1952 pour Philips (Columbia aux États-Unis) et a chanté le rôle à Vienne en 1972 sous la direction de Karl Böhm dans une performance live qui est apparue plus tard sur RCA et certains labels « pirates ».